# ديفيد روز (رجل أعمال)
ديفيد روز (بالإنجليزية: David Rose)‏ هو شخصية أعمال أمريكي، ولد في 1892 في القدس في إسرائيل، وتوفي في 1986.